# Salen-Reutenen

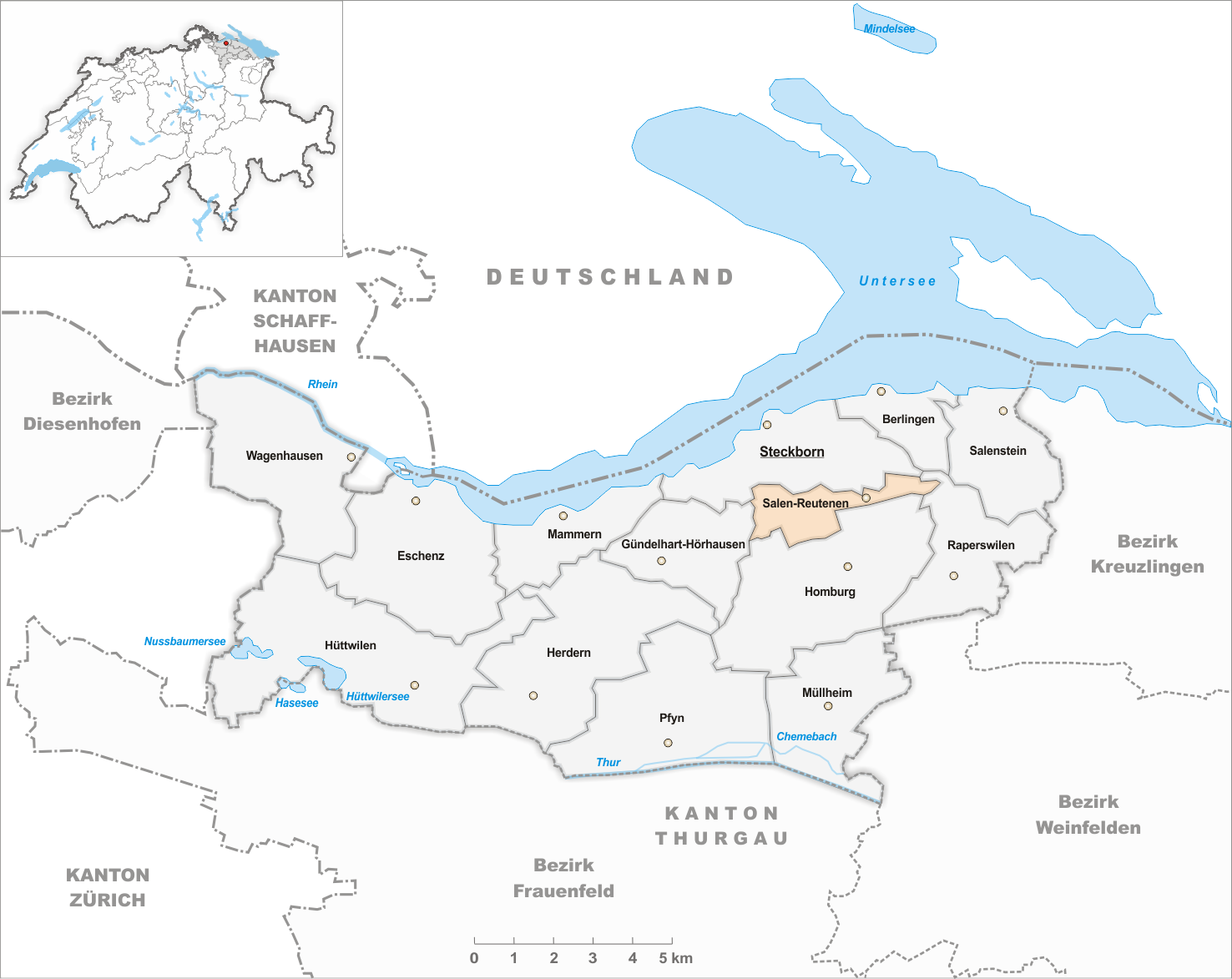
Gemeindestand vor der Fusion im Jahr 1999

Salen-Reutenen, schweizerdeutsch Sale-Rüütene, war von 1812 bis 1998 eine Ortsgemeinde im Bezirk Steckborn des Kantons Thurgau in der Schweiz und gehörte zur Munizipalgemeinde Steckborn. Am 1. Januar 1999 wurden die Ortsgemeinden Salen-Reutenen und Gündelhart-Hörhausen von der Munizipalgemeinde Steckborn abgetrennt und mit der Einheitsgemeinde Homburg zur politischen Gemeinde Homburg vereinigt.

## Geographie
Die Dörfer Salen und Reutenen sowie zahlreiche Weiler, unter anderem Götschenhäusli, Sassenloo und Uhwilen, liegen auf einer leicht geneigten Hochebene des Seerückens südlich von Steckborn.

### Klima
Für die Normalperiode 1991–2020 beträgt die Jahresmitteltemperatur 8,7 °C, wobei im Januar mit −0,2 °C die kältesten und im Juli mit 17,8 °C die wärmsten Monatsmitteltemperaturen gemessen werden. Im Mittel sind hier rund 81 Frosttage und 34 Eistage zu erwarten. Sommertage gibt es im Jahresmittel rund 25, während normalerweise zwei bis drei Hitzetage zu verzeichnen sind. Die Messstation von MeteoSchweiz liegt auf einer Höhe von 719 m ü. M.
|                        | Jan  | Feb  | Mär | Apr  | Mai  | Jun  | Jul  | Aug  | Sep  | Okt  | Nov | Dez  |   |       |
| Mittl. Temperatur (°C) | −0,2 | 0,6  | 4,4 | 8,4  | 12,5 | 16,1 | 17,8 | 17,5 | 13,2 | 9,0  | 3,9 | 0,6  | ⌀ | 8,7   |
| Mittl. Tagesmax. (°C)  | 1,6  | 3,2  | 7,9 | 12,4 | 16,6 | 20,3 | 22,0 | 21,6 | 17,0 | 11,9 | 5,9 | 2,5  | ⌀ | 12    |
| Mittl. Tagesmin. (°C)  | −2,0 | −1,8 | 1,3 | 4,5  | 8,5  | 12,1 | 13,9 | 13,7 | 10,1 | 6,6  | 2,0 | −1,1 | ⌀ | 5,7   |
|                        |      |      |     |      |      |      |      |      |      |      |     |      |   |       |
| Niederschlag (mm)      | 38   | 36   | 49  | 63   | 98   | 99   | 104  | 106  | 80   | 71   | 55  | 53   | Σ | 852   |
|                        |      |      |     |      |      |      |      |      |      |      |     |      |   |       |
| Regentage (d)          | 8,5  | 8,1  | 9,2 | 9,4  | 11,2 | 11,2 | 12,0 | 11,3 | 9,6  | 10,0 | 9,6 | 10,4 | Σ | 120,5 |
|                        |      |      |     |      |      |      |      |      |      |      |     |      |   |       |
| Luftfeuchtigkeit (%)   | 87   | 82   | 76  | 71   | 73   | 73   | 72   | 75   | 81   | 87   | 88  | 89   | ⌀ | 79,5  |

| −2,0 |

| −1,8 |

| 1,3 |

| 4,5 |

| 8,5 |

| 12,1 |

| 13,9 |

| 13,7 |

| 10,1 |

| 6,6 |

| 2,0 |

| −1,1 |

| −2,0 |

| −1,8 |

| 1,3 |

| 4,5 |

| 8,5 |

| 12,1 |

| 13,9 |

| 13,7 |

| 10,1 |

| 6,6 |

| 2,0 |

| −1,1 |

## Geschichte
Die beiden Dörfer wurden 1272 als Sala bzw. 1634 als Rütinen erstmals urkundlich erwähnt. Im Spätmittelalter waren die Klöster Feldbach (Sassenloo, Tägermoos und Uhwilen) und Reichenau sowie das Chorherrenstift Kreuzlingen die wichtigsten Grundherren in Salen-Reutenen Das Kloster Feldbach besass zudem bei den erwähnten Höfen das Niedergericht. Salen und einige Häuser in Reutenen unterstanden als sogenannte Hohe Gerichte direkt dem thurgauischen Landvogt, während Hinter-Reutenen teils zur Herrschaft Klingenberg, teils zum Gericht von Feldbach gehörte.
Kirchlich teilte Salen-Reutenen (ausser Götschenhäusli und Hinter-Reutenen) das Schicksal der Kirchgemeinde Steckborn, doch bildete es nach der Reformation eine Art katholisches Refugium im reformierten Steckborn. 1862 errichteten die Katholiken in Reutenen die St. Antoniuskapelle.
In Salen und Reutenen wurde immer schon Acker- und Obstbau sowie Viehzucht betrieben; im 19. Jahrhundert etwas Weberei. Auch zu Beginn des 21. Jahrhunderts prägte die Landwirtschaft den Charakter der Dörfer.

## Wappen
Blasonierung: In Rot zwei ausgerissene gelbe Salweiden.
Die ausgerissenen Weiden (Salen) deuten auf das Rodungsgebiet (Reutenen) im Gebiet der ehemaligen Ortsgemeinde Salen-Reutenen.

## Bevölkerung
| Jahr              | 1831  | 1850  | 1900  | 1950  | 1990  | 1995  | 2000  | 2010   | 2018   |
| Ortsgemeinde      | 245   | 215   | 165   | 206   | 134   | 151   |       |        |        |
| Siedlung Salen    |       |       |       |       |       |       | 22    | 32     | 34     |
| Siedlung Reutenen |       |       |       |       |       |       | 29    | 22     | 30     |
| Quelle            | [ 5 ] | [ 5 ] | [ 5 ] | [ 5 ] | [ 5 ] | [ 5 ] | [ 9 ] | [ 10 ] | [ 11 ] |

## Windkraft
Salen-Reutenen gehört zu den Standorten im Kanton Thurgau, die auf ihre Nutzung von Windkraft geprüft werden. Aufgrund seiner exponierten Lage auf dem Seerücken, beträgt das Energiepotential eines Windparks 29 GWh.

## Sehenswürdigkeiten
Die Fundstelle eines römischen Heiligtums ist auf der Liste der Kulturgüter in Homburg TG aufgeführt. Sie liegt praktisch auf dem höchsten Punkt des Seerückens. Mindestens zwei kleine Tempelgebäude sind nachgewiesen.

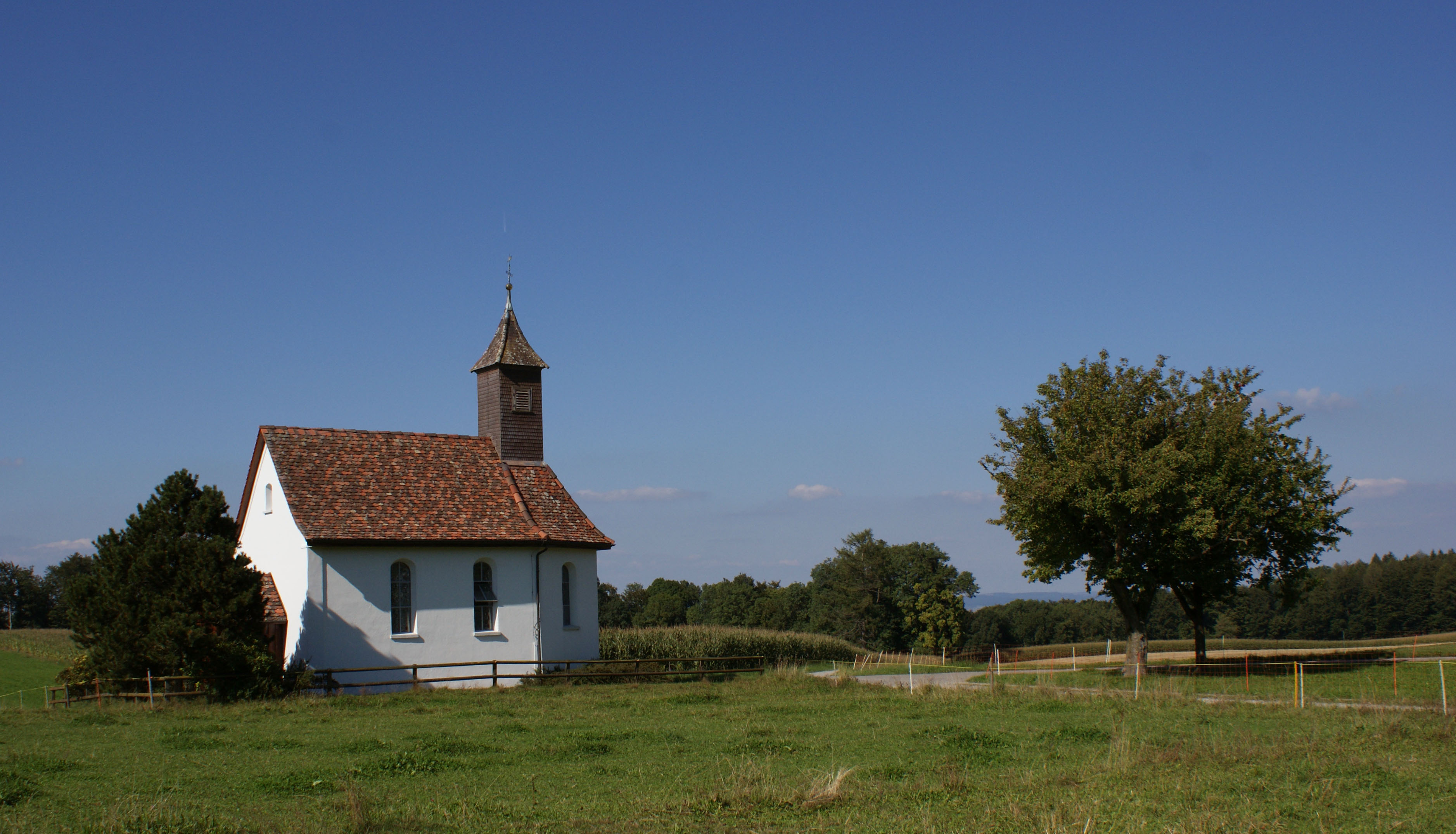
Kapelle St. Antonius in Reutenen
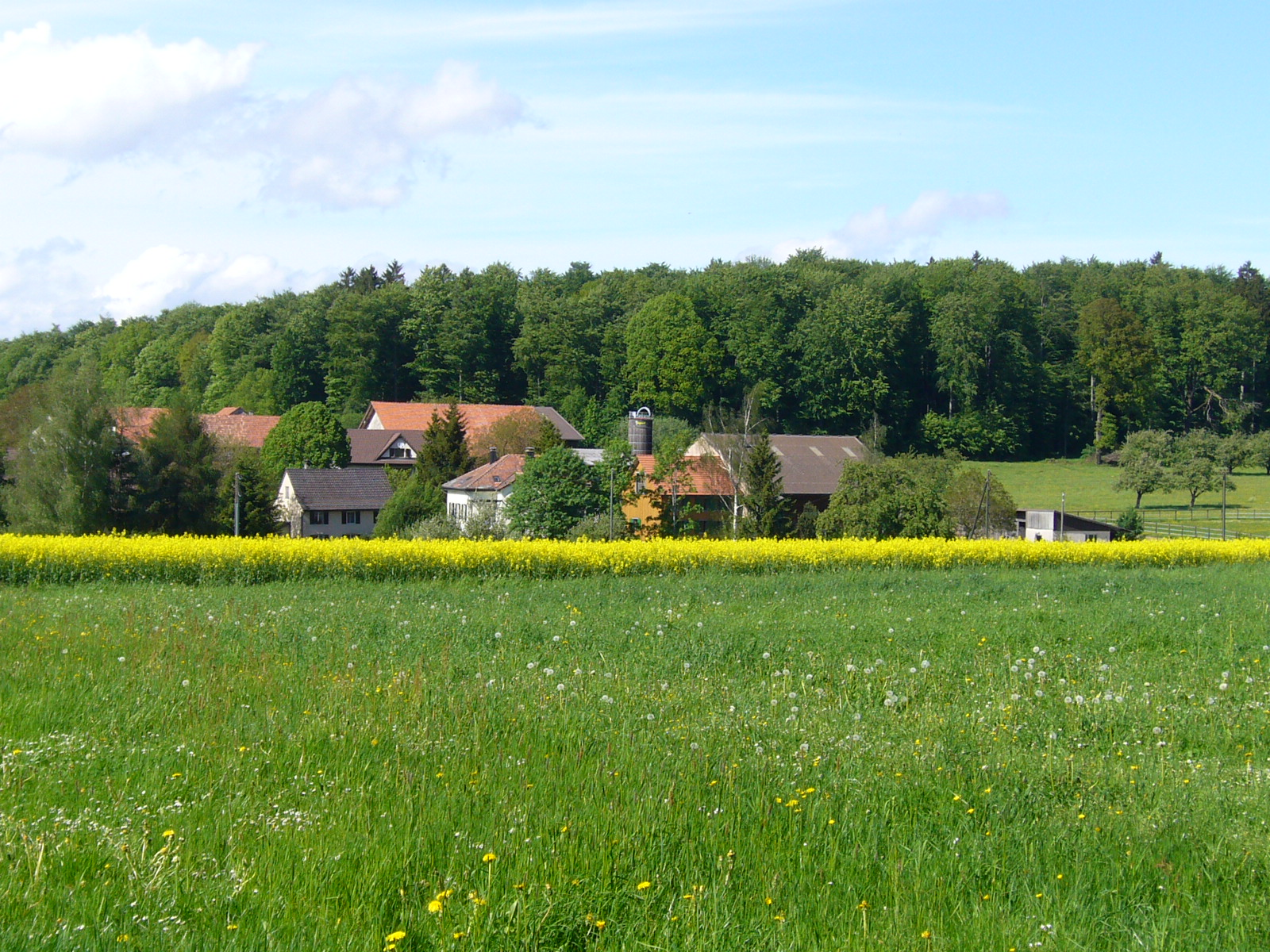
Salen
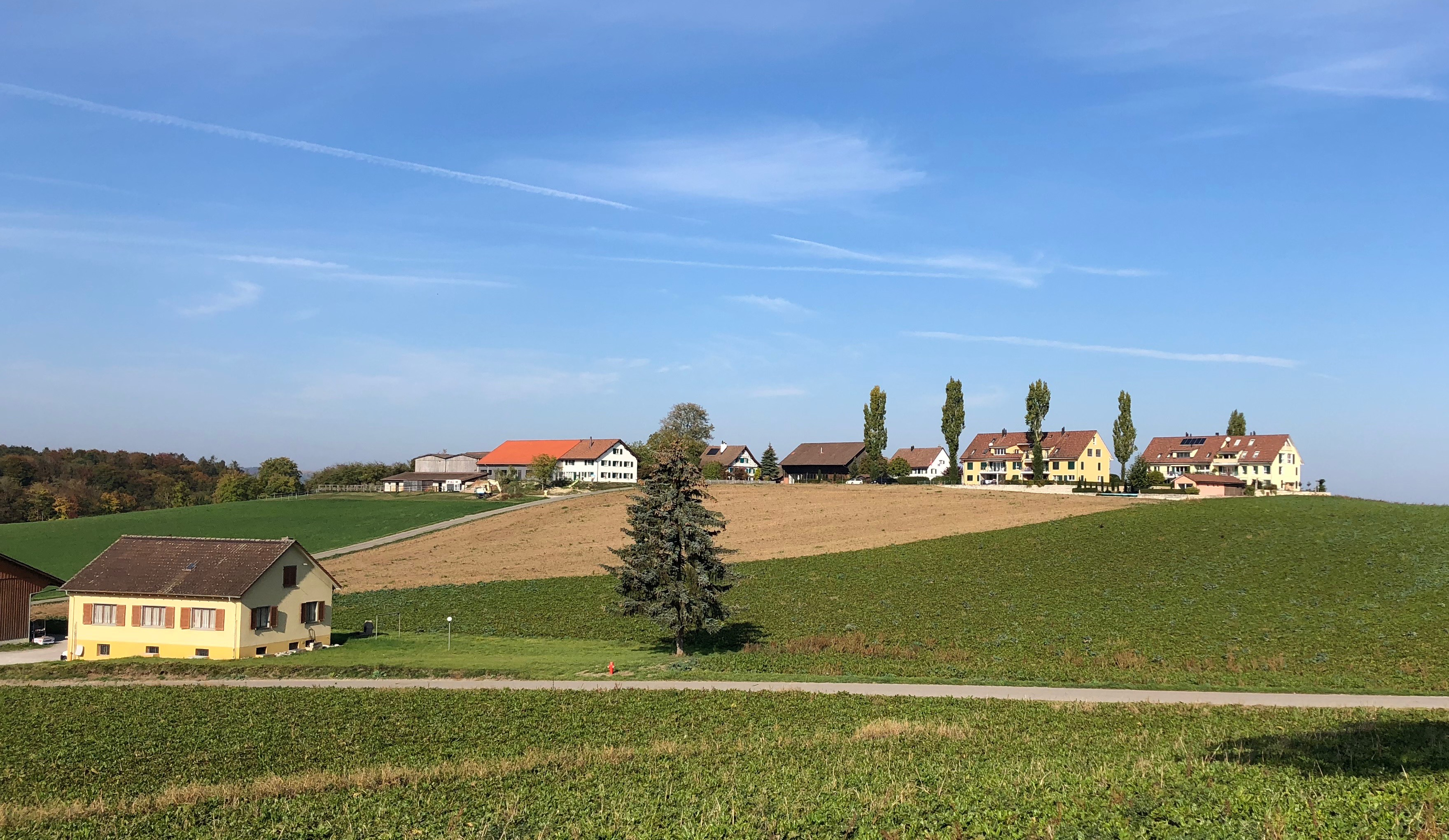
Tägermoos
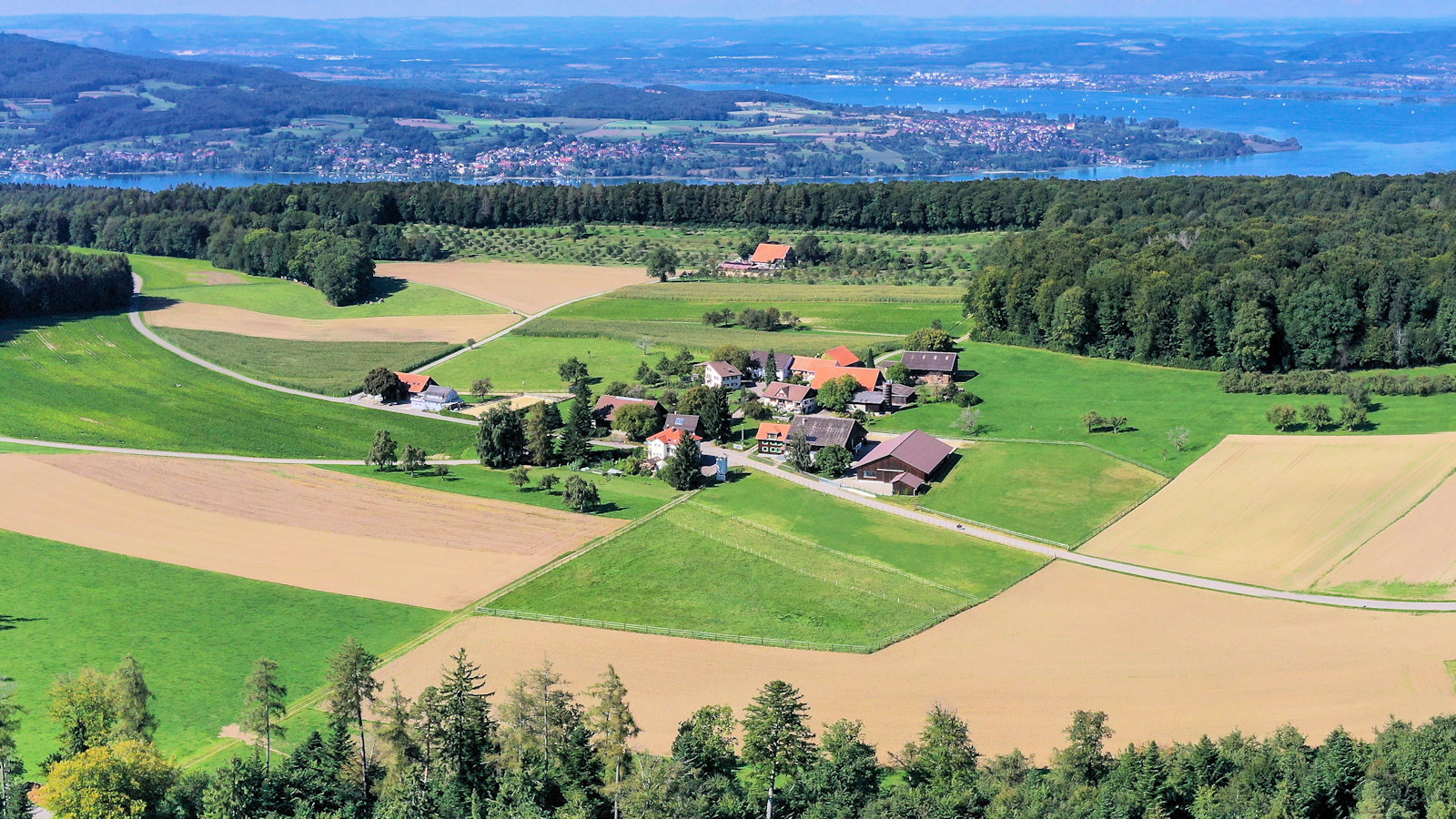
Untersalen